# Église Saint-Augustin des Coquetiers
L'église Saint-Augustin-des-Coquetiers située rue Louis-Auguste-Blanqui aux Pavillons-sous-Bois dans le département de la Seine-Saint-Denis en région Île-de-France est une église affectée au culte catholique.

## Description
Cet édifice de béton armé, comportant une nef, un chœur, un transept et quatre chapelles, est dominé par des volumes carrés ou cubiques, comme le clocher latéral, parallépipédique. Une crypte s'étend sous l'église et en reproduit le plan.
Depuis 1963-1965, elle bénéficie de 13 verrières (https://www.pop.culture.gouv.fr/notice/palissy/IM93000123) évoquant :
- la Jérusalem céleste (chœur) avec au centre l'Agneau pascal debout (Bible, Apocalypse de saint Jean 14,1) et les portes de la ville sur chaque côté,
- la Vierge Marie avec l'Enfant-Jésus sur elle (bas-côté Ouest), comme trône de la Sagesse,
- saint Pierre (bas-côté Est), patron de toute l'Église,
- la Croix du Seigneur (trancept et facade). 
Ces verrières ont été exécutées par le Père Jean-Marie de l'abbaye de Saint Benoit sur-Loire, célèbre abbaye qui vénère depuis plus de 12 siècles les reliques de saint Benoît et de sainte Scholastique, respectivement fondateurs de l'ordre des Bénédictins et Bénédictines.

## Paroisse
La paroisse s'étend comme le quartier des Coquetiers, sur les communes de Bondy et de Villemomble.
Elle se trouve sur le passage du pèlerinage de Notre-Dame-des-Anges.